# 舍夫琴科韋 (埃米利奇涅區)
50°45′54″N 27°58′52″E / 50.76500°N 27.98111°E
舍夫琴科韋（烏克蘭語：Шевченкове），是烏克蘭北部的村莊，隸屬日托米爾州的茲維亞赫爾區。該村面積0.13平方公里，海拔高度209米，2001年人口192，人口密度每平方公里1,476.92人。